# 烟台南站
烟台南站位于山东省烟台市莱山区曲家庄村，是青荣城际铁路上的高铁站，于2014年12月28日启用营运，现由济南铁路局烟台车务段管辖。

## 車站構造
总建筑面积约1万平方米，设计为地上两层，设到发线3条，旅客进站天桥、旅客出站地道各1座。中间部份为旅客集散厅及候车厅，两侧各设置两层办公、设备辅助用房。

## 安檢
站内售票厅设有安检仪器，旅客进站乘车前需要在大门处持自身身份证件安检进入以外，到车站售票大厅买车票也须进行安检。

## 車站周邊
- 荣乌高速公路
- 烟台市芝南铸钢厂

## 歷史
- 2014年12月28日，随着青荣城际铁路通车启用。[5][6]

## 外部連結
- 中国铁路客户服务中心 （页面存档备份，存于）